# المعدر الكبير (المعدر الكبير)
المعدر الكبير هي إحدى مشيخات المملكة المغربية، تتبع جغرافيا لإقليم تيزنيت وإداريًا لالمعدر الكبير. يقدر عدد سكانها بـ 2869 نسمة حسب الإحصاء الرسمي للسكان والسكنى لسنة 2004.